# Angela (José Feliciano)
Angela è una canzone pop, scritta e cantata da José Feliciano nel 1976.

come brano principale della colonna sonora del film statunitense "Aaron Loves Angela"

## Contenuto
È la canzone principale dell'album realizzato per la colonna sonora del Film "Aaron Loves Angela" con Irene Cara interamente composto e interpretato da José Feliciano ed è stata registrata in inglese e in spagnolo come singolo per i paesi di lingua ispanica. La versione inclusa nell'album è una "long-version" di oltre 6 minute che comprende un lungo e splendido finale strumentale jazz-funky e chitarra ispanica, piuttosto differente dalla più classica pop-ballad dai suoni anni 70 realizzata come singolo e parte iniziale del brano.
In Italia la versione originale di José Feliciano è stata una hit minore e ha toccato la 22ª posizione della hit parade dei singoli; pubblicata dalla Emi per conto della americana Private Stock Records, una casa discografica fallita pochi anni dopo e di cui si sono perse tutte le registrazioni di cui era proprietaria. Questa versione originale quindi non è mai stata diffusa in CD.
Jose Feliciano ha poi registrato nuovamente nel 1996, con più semplice e differente arrangiamento, un'altra versione poi parte di numerose raccolte messe sul mercato in formato CD e digitale.

## Cover
Nel 1978 è stata registrata una famosa cover live da Mina nel suo ultimo concerto e parte dell'LP Mina Live 78 che tocco' la 4ª posizione nella Hit parade italiana  del 1979 e anche Fausto Papetti ha incluso la sua cover di "Angela" nell'album "23ª Raccolta" del 1977 che ha toccato la 3ª posizione nella hit parade italiana di quell'anno.